# ساتوشي فوكودا
ساتوشي فوكودا (باليابانية: 福田聡志؛ بالكانا: ふくだ さとし) هو لاعب كرة قاعدة ياباني، ولد في 12 سبتمبر 1983 في كيشيوادا في اليابان.

## وصلات خارجية
- ساتوشي فوكودا على موقع الدوري الياباني لكرة القاعدة (الإنجليزية)
- ساتوشي فوكودا على موقعبيزبول رفرنس.كوم (الدوري الثانوي) (الإنجليزية)